# Sergio Arenas
Sergio Arenas Llagostera  (Albacete, España, 11 de marzo de 1989) es un futbolista español que juega  como portero en el Suzuka Unlimited FC de la Japan Football League.

## Trayectoria
Sergio Arenas comenzó su andadura sénior en el filial del  Albacete Balompié en la temporada 2009-10 donde, cosechando una gran campaña en el filial debutó en el primer equipo por la expulsión de Cabrero ante la UD Las Palmas.
La siguiente temporada recalaría en el filial del Getafe Club de Fútbol donde debutaría en la  Segunda División B. Después de dos años en la categoría de bronce en el fútbol español volvería a  Tercera División pasando por clubes como Unión Deportiva Almansa, CD Badajoz o  CD Talavera, con este último consiguiendo su primer ascenso a la 2ºB para firmar el curso siguiente en el Club Deportivo Atlético Tomelloso. 
Al finalizar su etapa en el club ciudadrealeño, Sergio recibe una oferta de Japón para formar parte del Suzuka Unlimited equipo que compite en la cuarta división del fútbol nipón Japan Football League bajo las órdenes de la entrenadora española Mila Martínez.